# Gerda Sierens
Gerda Sierens (28 juli 1961) is een voormalig professioneel wielrenster uit Maldegem-Kleit. Ze won het Belgisch kampioenschap in 1981 en behaalde de bronzen medaille op het Wereldkampioenschap van 1982 in Goodwood, Groot-Brittannië.